# Doriva
Dorival Guidoni Júnior, mais conhecido como Doriva (Nhandeara, 28 de maio de 1972), é um treinador e ex-futebolista brasileiro que atuava como volante. Atualmente é auxiliar técnico da Seleção Albanesa.

## Jogador
Doriva começou no futebol no São Paulo em 1991, sendo trazido pelo treinador Telê Santana. No ano seguinte esteve emprestado a Anapolina e Goiânia, para, em 1993, voltar ao São Paulo.

### As primeiras conquistas
Na sua segunda passagem pelo Tricolor Paulista, Doriva teve a oportunidade de trabalhar melhor com Telê Santana, que lhe deu a chance de atuar como volante da equipe campeã da Taça Libertadores da América e do Mundial Interclubes.
Após um ano de muitas conquistas no São Paulo, Doriva transferiu-se para o XV de Piracicaba. O clube foi patrocinado pelo então presidente da TAM, o comandante Rolim Amaro, que trouxe vários jogadores de alto nível para disputa do Campeonato Paulista daquele ano. Apesar de um início arrasador, o XV acabou sendo rebaixado, retornando à elite paulista somente em 2012. Entretanto, o clube conseguiu se recuperar da decepção que foi o Paulista, conquistando o título da 3ª divisão do Campeonato Brasileiro e consequente ascenso à 2ª divisão brasileira.

### A primeira convocação
Enquanto ainda defendia o clube de Piracicaba veio a sua primeira convocação para a Seleção Brasileira. No dia 27 de abril de 1995, Doriva fez a sua estreia com a camisa brasileira.

### Atlético Mineiro
Após um ano no clube de Piracicaba, o jogador voltou a assinar com um clube da elite brasileira, o Atlético Mineiro em 1995, onde conquistou a Copa Conmebol 1997 e a Copa Centenário de Belo Horizonte.

### A ida para a Europa
Em 1997, o jogador teve a oportunidade de jogar por um clube europeu. O Porto de Portugal fez uma proposta que nem Doriva, nem o Atlético Mineiro recusaram. Porém, antes de deixar o Brasil, o jogador foi premiado com a Bola de Prata do Campeonato Brasileiro.
Nos dois anos que esteve no clube português Doriva manteve o ritmo que o levou à Seleção, o que fez com que fosse convocado para a disputa da Copa do Mundo de 1998. Conquistou ainda três títulos nacionais pelo clube, antes de se transferir para a Itália para defender a Sampdoria, no meio da temporada 1998/1999.
Apenas um ano no clube e Doriva mudou-se novamente. Agora o destino foi Vigo na Espanha para defender o Celta de Vigo. A sua passagem durou três anos, porém não houve qualquer conquista de títulos.
Em 2002 ele transferiu-se para a Inglaterra para jogar pelo Middlesbrough.

### Voltando a conquistar um título
Desde a derrota na Copa do Mundo de 1998 que Doriva não era mais convocado para a Seleção e apesar de atuar por clubes candidatos a títulos nos últimos anos o jogador não conquistava um campeonato há seis anos. Porém, em 2004 o jogador voltou a levantar uma taça. Pelo Middlesbrough ele conquistou a Taça da Liga Inglesa.
O jogador ainda defendeu as cores do clube de Middlesbrough por mais dois anos. Na temporada de 2006/07 o jogador ainda atuou por dois meses pelo Blackpool, também da Inglaterra, de onde voltou ao Brasil já realizado financeiramente.

### De volta ao Brasil
Após a curta passagem pelo Blackpool, Doriva decidiu voltar ao Brasil. Aceitou a proposta do América (SP) e disputou o Campeonato Paulista. O desempenho do clube não foi muito bom, terminando na 17ª posição, sendo rebaixado.
O seu contrato com o clube terminou e o jogador ficou quatro meses sem jogar. Nesse período ele treinou o sozinho em São José do Rio Preto para manter a forma e aproveitou para participar num curso da Associação Brasileira de Treinadores de Futebol.
Após esse período ele recebeu uma proposta do Mirassol para um contrato de produtividade e atuou na Copa Federação Paulista e no Campeonato Paulista.
Depois de acertar o contrato com o Mirassol, Doriva revelou que pretendia encerrar a carreira de jogador no fim de 2007, de preferência no São Paulo, porém não depende apenas dele.

### O fim inesperado
Em 2008, durante os exames médicos do Mirassol, os médicos detectaram uma arritmia cardíaca no jogador. Doriva, que estava escalado para a estreia do Mirassol no Paulistão, foi afastado pelos médicos. O jogador foi mais tarde observado por um especialista que confirmou o problema como sendo no tônus do coração. Por já ter histórico na família com o mesmo problema (seu avô e seu pai faleceram de problemas cardíacos), Doriva decidiu encerrar a carreira aos 35 anos.

## Treinador

### Ituano
Desde 2009, Doriva era auxiliar técnico do Ituano, sendo efetivado na reta final do Paulistão 2013, depois que o técnico Roberto Fonseca pediu demissão, com a missão de salvar o Galo de Itu do rebaixamento, depois de cinco jogos e uma vitória histórica contra o Palmeiras na última rodada, Doriva conseguiu êxito e foi efetivado para disputar a Copa Paulista e o Paulistão do ano seguinte. Na Copa Paulista o Ituano fez uma excelente primeira fase, se classificando em primeiro no seu grupo com 25 pontos, em 12 jogos foram 8 vitórias, 1 empate e apenas 3 derrotas, porém acabou sendo eliminado nas quartas de final.
Já no Paulistão 2014, com uma campanha surpreendente, o técnico conseguiu fechar o time de até então desconhecidos e eliminar o Corinthians na primeira fase, classificando-se ao lado do Botafogo de Ribeirão Preto, vítima nas quartas de finais, após empate sem gols e vitória nos pênaltis. Nas semifinais quem sofreu foi o Palmeiras, derrotado por 1–0, no Pacaembu, e na final o Santos, que foi derrotado nos pênaltis após ser derrotado por 1–0 na primeira partida e vencer a segunda pelo mesmo placar. Com o título, o técnico despertou o interesse de grandes clubes do país.

### Atlético Paranaense
Foi anunciado 16 de junho como novo treinador do Atlético Paranaense para a disputa do Campeonato Brasileiro e da Copa do Brasil. Estreou no comando técnico atleticano vencendo o Flamengo, fora de casa, por 2–1. Após oito jogos no comando do Furacão, foi demitido em 24 de agosto, após um empate em 0 a 0 contra o Bahia, na Arena da Baixada. Seu aproveitamento foi de 45,8%, três vitórias, dois empates e três derrotas.

### Vasco da Gama
Ainda em 2014, em 14 de dezembro, foi anunciado como novo treinador do Vasco da Gama para a temporada 2015. Doriva foi campeão carioca 2015 pelo time cruzmaltino, vencendo todos os grandes rivais do Vasco no campeonato. Com este título, Doriva se tornou o primeiro e único treinador a ser campeão do Campeonato Paulista e campeão do Campeonato Carioca em anos consecutivos.
Em 21 de junho de 2015, Doriva se demitiu depois que o Vasco amargou sua quinta derrota consecutiva no Brasileirão. A decisão aconteceu após uma reunião entre o treinador e o presidente Eurico Miranda.

### Ponte Preta
Em 4 de agosto de 2015 foi anunciado como novo técnico da Ponte Preta no lugar de Guto Ferreira para o restante do Campeonato Brasileiro e da Copa Sul Americana. Após um início conturbado, incluindo a eliminação da competição continental, Doriva emplaca uma série de quatro vitórias seguidas, deixando a Ponte Preta a cinco pontos do G4. No dia 7 de outubro de 2015, após receber uma proposta do São Paulo, Doriva rescinde contrato com a Ponte Preta.

### São Paulo
Em 7 de outubro de 2015, Doriva é anunciado como novo técnico do São Paulo no lugar de Juan Carlos Osório, que saiu para comandar a Seleção Mexicana, para o restante do Campeonato Brasileiro e Copa do Brasil. O anúncio da ida do técnico para o clube paulistano foi feito no site oficial do time de Campinas, a Ponte Preta, antes mesmo de uma nota oficial do São Paulo. Ele já esteve no clube em outras duas ocasiões, em 1991 e em 1993, na primeira delas veio por indicação de Telê Santana.
No dia 9 de novembro de 2015, Doriva é demitido do comando técnico do São Paulo, um dia após a derrota por 2–1 para o Cruzeiro no Mineirão pelo Campeonato Brasileiro, totalizando apenas 7 jogos no cargo, com um aproveitamento irregular de apenas 33%.

### Bahia
Em Dezembro de 2015, Doriva foi anunciado como novo treinador do Bahia. A missão é levar o tradicional clube brasileiro de volta a Série A. Estreou vencendo a Juazeirense por 3–2, pelo Campeonato Baiano de 2016, pela Copa do Nordeste estreou batendo o Santa Cruz fora de casa por 1–0.
Mas no dia 18 de junho de 2016, após uma derrota para o Londrina dentro da Fonte Nova pela Série B, Doriva é demitido do Bahia.

### Santa Cruz
No dia 12 de agosto de 2016, Doriva foi anunciado como o novo treinador do Santa Cruz.
Em 20 de outubro, com o Santa Cruz na penúltima posição do Campeonato Brasileiro, Doriva pediu demissão do cargo.

### Atlético Goianiense
Em 7 de junho de 2017, acertou com o Atlético Goianiense após a demissão de Marcelo Cabo.
No dia 21 de julho de 2017, Doriva foi demitido do comando do Atlético Goianiense.

### Novorizontino
Em 31 de agosto de 2017, assinou com o Novorizontino para a disputa do Campeonato Paulista de 2018. Doriva chega ao Novorizontino com muita determinação e empenhado em fazer um bom trabalho pelo clube:
“Estou muito feliz em poder trabalhar no Novorizontino. Sabemos de sua história dentro do futebol e sem dúvida, isso me motivou a aceitar o desafio, além de todo o trabalho de gestão e organização que ouvimos a respeito. Iniciar um trabalho da maneira que estamos fazendo é algo muito motivador. O clube dá todas as condições para que possamos desenvolver um bom trabalho”, afirmou.
Ainda na sua apresentação:
Para o novo treinador, as expectativas para o Campeonato Paulista são as melhores: “É um desafio muito grande e temos muito trabalho pela frente. Estamos alinhando os pensamentos, juntamente com todos os envolvidos, para poder de fato, colocar a mão e poder montar um elenco forte para fazer um grande campeonato. Queremos ser campeões, iniciar bem a competição, fazendo grandes jogos e chegar numa pontuação de segurança o mais rápido possível. Deixo meu abraço ao torcedor. Eles podem esperar um grande trabalho e muita dedicação”, afirmou.

### Retorno a Ponte Preta
Após a eliminação do Novorizontino, Doriva acertou o seu retorno para a Ponte Preta.
No dia 29 de Maio de 2018, Doriva é demitido da Ponte Preta após campanha irregular na série B do Campeonato Brasileiro.

### CRB
Em 27 de junho de 2018, assinou com o CRB para a sequência da Série B do Brasileiro.

### Criciúma
Em 7 de dezembro de 2018, Doriva assinou com o Criciúma para a temporada de 2019.
No dia 4 de março de 2019, Doriva é demitido do Criciúma após 13 jogos cinco vitórias, três empates e cinco derrotas.

### São Bento
No ano de 2019 treinou a equipe do São Bento de Sorocaba - SP, por 19 jogos, sendo demitido em 29/08/19 devido aos maus resultados.

## Estatísticas

### Como treinador
| Clube               | Jogos | Vitórias | Empates | Derrotas | Aproveitamento |
| ------------------- | ----- | -------- | ------- | -------- | -------------- |
| Ituano              | 44    | 24       | 9       | 11       | 61,36%         |
| Athlético-PR        | 8     | 3        | 2       | 3        | 45,83%         |
| Vasco da Gama       | 33    | 15       | 9       | 9        | 54,55%         |
| Ponte Preta         | 26    | 9        | 7       | 10       | 34,62%         |
| São Paulo           | 7     | 2        | 1       | 4        | 33,33%         |
| Bahia               | 36    | 23       | 6       | 7        | 69,44%         |
| Santa Cruz          | 16    | 3        | 2       | 11       | 22,91%         |
| Atlético Goianiense | 10    | 1        | 2       | 7        | 16%            |
| Novorizontino       | 14    | 6        | 2       | 6        | 42,86%         |
| CRB                 | 14    | 4        | 5       | 5        | 40,48%         |
| Criciúma            | 13    | 5        | 3       | 5        | 46,1%          |
| São Bento           | 19    | 5        | 4       | 10       | 33,3%          |

## Títulos

### Como jogador
São Paulo
- Campeonato Brasileiro:1991
- Libertadores da América: 1993
- Recopa Sul-Americana: 1993 e 1994
- Supercopa Libertadores: 1993
- Copa Intercontinental: 1993

XV de Piracicaba
- Campeonato Brasileiro - Série C: 1995

Atlético Mineiro
- Copa Conmebol: 1997
- Copa Centenário de Belo Horizonte: 1997

Porto
- Campeonato Português: 1997-98 e 1998-99
- Taça de Portugal: 1997-98

Middlesbrough
- Copa da Liga Inglesa: 2004

Seleção Brasileira
- Copa Umbro: 1995
- Copa das Confederações FIFA: 1997

### Como treinador
Ituano
- Campeonato Paulista: 2014

Vasco da Gama
- Campeonato Carioca: 2015

### Prêmios
- Bola de Prata da Revista Placar: 1997